# Gregor Piatigorsky
Gregor Piatigorsky   (Dniprò, 17 d'abril de 1903 - Los Angeles, 6 d'agost de 1976), nascut Hrihori Pàvlovitx Piatihorski ucraïnès: Григорій Павлович П'ятигорський, rus: Григо́рий Па́влович Пятиго́рский Grigori Pàvlovitx Piatigorski, fou un notable violoncel·lista estatunidenc d'origen jueu ucraïnès i rus.

## Biografia
Gregor Piatigorsky va néixer a Iekaterinoslav (ara Dniprò, Ucraïna) en una família jueva. Va estudiar violí i piano sota la direcció del seu pare, que tocava el violí i la viola a l'orquestra local, va passar al violoncel a l'edat de set anys, i dos anys més tard va ingressar al departament de menors del Conservatori de Moscou, on va estudiar amb Alfred von Glehn, i després va rebre classes particulars d'Anatoli Brandukov. El 1919 esdevingué membre del Quartet de corda Lenin dirigit per Lev Zeitlin i als 15 anys va ser contractat com a violoncel·lista principal de l'Orquestra del Teatre Bolxoi, l'orquestra del qual era la més gran de la Unió Soviètica.
Després d'una fugida dramàtica via Polònia,Piatigorsky va estudiar a Alemanya amb Julius Klengel a Leipzig i amb Hugo Becker a Berlín. El 1924 va ser acceptat a l'Orquestra Filharmònica de Berlín sota la direcció de Wilhelm Furtwängler després de passar diverses nits dormint als bancs com a persona sense llar. Va romandre en aquesta orquestra com a primer violoncel·lista fins al 1929. Piatigorsky va tocar al costat d'alguns dels més grans músics de la història: Jascha Heifetz, Nathan Milstein, Arthur Rubinstein, Serguei Rakhmàninov, Artur Schnabel, Vladimir Horowitz i Bronisław von Poźniak (1887–1953) (com a membre temporal del Trio Poźniak) estaven entre els seus companys de música de cambra. Més tard va ensenyar a diverses universitats estatunidenques.
En el seu primer matrimoni (1924-1933) Piatigorsky es va casar amb una graduada del Conservatori de Petrograd, Lida Antik, (que més tard seria la muller del violoncel·lista Pierre Fournier).)El gener de 1937, a Ann Arbor, es va casar amb Jacqueline Rebecca Louise de Rothschild de la família de banquers Rothschild, germana de Guy de Rothschild. Van tornar a França, on va néixer la seva primera filla, Jefté, la tardor del mateix any. Després de l'ocupació alemanya de França a la Segona Guerra Mundial, la família va fugir als Estats Units i es va establir a Elizabethtown, a les muntanyes Adirondack, on va néixer el seu fill Joram el 1940.
El 1941-1949 va ensenyar al Curtis Institute (Filadèlfia) i des de 1957 a la Universitat de Boston. Es va establir a Califòrnia el 1961. Va oferir diversos concerts de música de cambra amb Heifetz, molts dels quals van ser enregistrats. Piatigorsky va continuar tocant fins a la vellesa, actuant, entre d'altres llocs, en concerts amb motiu del seu 70è aniversari el 1973. Des de 1962 fins al final de la seva vida va ser professor a la Universitat del Sud de Califòrnia, on va fundar el Departament de Música.
El 1962 i el 1966 va ser membre del jurat del Concurs Txaikovski de Moscou.
El 1965 Piatigorsky va publicar la seva autobiografia Cellist ("Violoncel·lista"), que és una de les autobiografies de músics més coneguda.
Piatigorsky va morir de càncer de pulmó el 6 d'agost de 1976 a Los Angeles als 73 anys. Fou enterrat al Westwood Memorial Park.

## Creativitat
Piatigorsky és considerat un dels millors violoncel·listes de la seva generació. La seva interpretació combinava un virtuosisme brillant i un excel·lent gust interpretatiu, un fraseig original i un so especial de l'instrument. L'art escènic del músic es va manifestar més clarament en la interpretació de composicions romàntiques. Richard Strauss, després d'haver escoltat Pyatigorsky interpretar el solo de violoncel del seu poema simfònic Don Quixote, va dir: "Ara he escoltat el meu Don Quixote tal com me l'imaginava".El músic va interpretar per primera vegada els concerts de Castelnuovo-Tedesco, Hindemith i Walton.Els seus enregistraments es consideren clàssics de la interpretació del violoncel.
Piatigorsky també va ser compositor. Les seves Variacions sobre un tema de Paganini (basades en el Caprici núm. 24)van ser compostes el 1946 per a violoncel i orquestra i van ser orquestrades per Ralph Berkowitz; més tard es va transcriure per a violoncel i piano.
Cadascuna de les quinze variacions retrata capritxosament un dels col·legues músics de Piatigorsky. Denis Brott, estudiant de Piatigorsky, els va identificar com a:
Casals,
Hindemith,
Gàrbuzova,
Morini,
Salmond,
Szigeti,
Menuhin,
Milstein,
Kreisler,
un autoretrat del mateix Piatigorsky,
Cassadó,
Elman,
Bolognini,
Heifetz i
Horowitz.
Algunes dels alumnes de Piatigorsky foren els violoncel·listes Dimitry Markevitch, Miša Maiskis, Leslie Parnas, Laurence Lesser, Raphael Wallfisch i Nathaniel Rosen.

## Escacs
Piatigorsky també practicava els escacs. La seva muller, Jacqueline, era una molt bona escaquista, que va participar diversos cops als campionats femenins dels Estats Units, i que va representar els EUA a les olimpíades d'escacs. El 1963, els Piatigorsky varen organitzar i finançar un important torneig d'escacs internacional a Los Angeles, que fou guanyat per Paul Keres i Tigran Petrossian. Una segona edició de la Copa Piatigorsky se celebrà a Santa Monica el 1966, i fou guanyada per Borís Spasski.

## Discografia seleccionada
- Heifetz, Primrose & Piatigorsky (RCA Victor LP LSC-2563) RCA Victor Red Seal 1961
- Heifetz & Piatigorsky (Stereo LP LSC-3009) RCA Victor Red Seal 1968
- The Heifetz Piatigorsky Concerts (caixa de 21 CD, col·lecció d'àlbums originals) Sony-RCA 88725451452, 2013